# Лобановка (Смоленская область)
Лобановка — деревня в Хиславичском районе Смоленской области России. Входит в состав Корзовского сельского поселения. Население — 64 жителя (2007 год).
Расположена в юго-западной части области в 10 км к северо-западу от Хиславичей, в 42 км западнее автодороги А141 Орёл — Витебск, на берегу реки Мелеховка. В 42 км восточнее деревни расположена железнодорожная станция Стодолище на линии Смоленск — Рославль.

## История
В годы Великой Отечественной войны деревня была оккупирована гитлеровскими войсками в июле 1941 года, освобождена в сентябре 1943 года.
С 1929 по 1954 году в Лобановке находилось управление собственного Лобановского сельсовета Хиславичского района. С 1954 по 1965 годы входила в Упинский сельсовет Хиславичского района. В 1965 году Лобановский сельсовет был восстановлен и просуществовал до 2000-х годов, когда был включён в Корзовское сельское поселение.